# Parus Business Centre
Parus Business Centre – wieżowiec w Kijowie, na Ukrainie, o wysokości 156 m. Budynek został otwarty w 2007 i posiada 34 kondygnacje.